# Йоель Родрігес
Йоель Родрігес Отеріно (ісп. Yoel Rodríguez Oterino; 28 серпня 1988, Віго) — іспанський футболіст, воротар клубу «Ейбар».

## Кар'єра
Свої перші футбольні кроки Йоель робив у «Колегіо Огар», а 1999 року приєднався до «Сельти». У сімнадцять років Йоель став у ворота другої команди клубу і в своєму дебютному сезоні пропустив дев'ять м'ячів у восьми матчах. Протягом ще трьох сезонів Йоель був голкіпером резервної команди, але тільки у своєму останньому сезоні став основним воротарем. У сезоні 2009/10 Йоель дебютував за «Сельту», а через два сезони домігся зі своїм клубом підвищення у класі. У вищому іспанському дивізіоні воротар дебютував не наступного сезону, а лише через рік: у сезоні 2012/13 його відправили набиратися досвіду гри до «Луго». У сезоні 2013/14 Йоель став основним голкіпером «Сельти». Його дебют у Прімері відбувся 19 серпня 2013 року в матчі з «Еспаньйолом». Загалом за тридцять п'ять матчів він пропустив п'ятдесят два голи. Влітку 2014 року Йоеля орендувала «Валенсія», викуп гравця буде в наступному сезоні.
20 грудня 2015 пропустив 10 м'ячів від мадридського Реала.

## Кар'єра в збірній
На рахунку Йоеля два матчі за юнацьку збірну Іспанії.